# Zemplénagárd
Zemplénagárd község Borsod-Abaúj-Zemplén vármegyében, a Cigándi járásban.

## Fekvése
A község a Bodrogköz magyarországi részének, sőt az egész megyének is a legkeletibb fekvésű települése, határszéle északon egybeesik a magyar-szlovák országhatárral, kelet-délkelet felől pedig több kilométeren át a Tisza sodorvonalát követi, illetve néhány helyen átnyúlik a folyó túlsó, bal parti oldalára is. Ez utóbbi területrészek mindegyike lakatlan, a település teljes belterülete a Tisza jobb parti oldalán terül el.
A szomszédos települések a határ magyar oldalán: északkelet felől Tiszabezdéd, kelet felől Tuzsér, délkelet felől Komoró, dél felől Fényeslitke, Döge és Szabolcsveresmart (az eddigiek mindegyike a Tisza túlpartján helyezkedik el); délnyugat felől Révleányvár, nyugat felől pedig Dámóc. Észak felől, Szlovákia irányából a két legközelebbi település Bély (Biel) és Nagytárkány (Veľké Trakany).

### Megközelítése
1976-ig itt volt a Bodrogközi Kisvasút egyik végállomása, azóta csak közúton közelíthető meg: a járási székhely, Cigánd irányából a 3804-es, Pácin-Dámóc felől pedig a 3807-es úton. A Tisza túlpartján fekvő települések közül csak Tuzsérral van összeköttetése, a köztük húzódó kompjárat révén, a komp itteni kikötőjét a központtal a 38 308-as számú mellékút kapcsolja össze.
Nagytárkány felé az országhatár korábban évtizedeken át nem volt átjárható, de 2006 augusztusában egy kormányközi szerződés alapján megnyílt a határátkelő (akkor még csak gyalogosok és kerékpárosok számára), a gépjárműforgalom kiszolgálására is alkalmas átkelőhelyet, illetve az azt kiszolgáló közutat pedig mindkét oldalon 2013. augusztus 27-én avatták fel. A községből a határ felé vezető útszakasz azóta mellékútként a 38 124-es számozást viseli.

## Története
Zemplénagárd nevét már a 15. századi oklevelek is említették Agaar alakban írva. Ekkor két Agárdról, Kis- és Nagyagárdról tettek említést. 
A kis Tiszamenti település az Agárdi és az Agárdi Tőke családok ősi lakhelye volt. 1417-ben azonban az Agárdiakon kívül a Nagytárkányi és a Perényi családnak is birtokrésze volt itt. 1452-ben Agárdi Lajos Balázs a maga birtokrészét a leleszi prépostra és rendházva hagyta. 1487-ben a Széchi család is birtokrészt szerzett itt, részüket azonban a Tárczaiaknak zálogosították el, majd azt a Török család szerezte meg. 1598-ban a leleszi prépostság, Török Ferenc, Korchma János és Báhonyi Márton birtokának írták.
1654-ben Kisagárd részeire a Tárkányi család tagjai kaptak királyi adományt, kiktől 1688-ban Sennyei István (III.) örökölte, s a Sennyei családé maradt 1741-ig, amikor a Dőry család kapta meg, kiktől ismét a Sennyeiekhez került. A birtok másik részén Nagyagárdon pedig a leleszi konvent, a Török, Szirmay, Ormos és Tolvaj családok osztoztak meg még 1848 előtt, de rajtuk kívül a Korchma, Tárczy, Mailáth családoknak is volt itt birtokrésze.
1865-ben nagy tűzvész pusztított a településen, melyben a falu nagy része a tűz martaléka lett.
Az 1900-as évek elején a leleszi prépost, Török Zoltán és báró Sennyei Béla volt a település birtokosa.
A község régi helynevei közül az 1900-as évek elején még ismert volt Dorgó, Páterhomok, Oroszhegy, Vértó, Hidliget és Mikonya neve.

## Közélete

### Polgármesterei
- 1990–1994: Barathy György (független)[4]
- 1994–1998: Barathy György (független)[5]
- 1998–2002: Barathy György (független)[6]
- 2002–2006: Barathy György (független)[7]
- 2006–2010: Barathy György (független)[8]
- 2009–2010: Szajkó Anna (független)[9]
- 2010–2014: Szajkó Anna (független)[10]
- 2014–2019: Kiss Attila (független)[11]
- 2019–2024: Kiss Attila (független)[12]
- 2024– : Kiss Attila (független)[1]

A településen 2009. június 7-én időközi polgármester-választást tartottak, az előző polgármester lemondása miatt.

## Népesség
A település népességének változása:
| Lakosok száma | 815  | 790  | 782  | 688  | 620  | 613  | 567  |
|               | 2013 | 2014 | 2015 | 2021 | 2022 | 2023 | 2024 |

2001-ben a település lakosságának 97%-a magyar, 3%-a cigány nemzetiségűnek vallotta magát.
A 2011-es népszámlálás során a lakosok 83,8%-a magyarnak, 11,3% cigánynak mondta magát (16,2% nem nyilatkozott; a kettős identitások miatt a végösszeg nagyobb lehet 100%-nál). A vallási megoszlás a következő volt: római katolikus 12%, református 31,6%, görögkatolikus 22,8%, felekezeten kívüli 14,7% (17,5% nem válaszolt).
2022-ben a lakosság 89%-a vallotta magát magyarnak, 9% cigánynak, 1,3% szlováknak, 0,3% ukránnak, 0,3% németnek, 0,2% románnak, 0,5% egyéb, nem hazai nemzetiségűnek (10,8% nem nyilatkozott; a kettős identitások miatt a végösszeg nagyobb lehet 100%-nál). Vallásuk szerint 9,5% volt római katolikus, 36,1% református, 19,4% görög katolikus, 0,6% egyéb keresztény, 6,9% felekezeten kívüli (27,3% nem válaszolt).

## Nevezetességei
- Református temploma - 1794-ben épült.
- Görögkatolikus temploma műemlék, 1451-ben épült Aranyszájú Szent János tiszteletére az előző XIII. századból való templom megmaradt faragott kockakövekből álló alapjára.